# الحياة (جريدة جزائرية)
جريدة الحياة هي صحيفة يومية مستقلة في الجزائر تصدر من السبت إلى الخميس على شكل صحيفة مصغرة.

## تاريخ
تعتبر هذه الصحيفة عند بعض المصادر أول صحيفة يومية مستقلة في الجزائر يصدرها صحفيون لم يعملوا في الصحافة الحكومية من قبل، وليسوا منتمين لأي حزب سياسي.

## طالع أيضًا
- قائمة الصحف في الجزائر